# Lengua de señas Urubu-Kaapor
La lengua de señas Urubú-Kaapor es una lengua de señas usada por los Urubú-Kaapor, un tribu del nordeste de Brasil.

## Los Urubú-Kaapor
Existen reportes acerca de al menos seis pueblos distintos, ubicados en diversas partes del planeta, en los cuales un gen recesivo ha causado un número inusualmente alto de nacimientos de personas sordas. Los Urubú-Kaapor son uno de esos pueblos. 
Esta tribu pertenece a la familia lingüística tupí-guaraní, y habita en el Estado brasileño de Maranhão, al nordeste de ese país. Se han censado alrededor de 800 personas, esparcidas en 10 aldeas en una vasta región de 7168 km². Hay entre ellas cuatro aldeas grandes, llamadas Zê Gurupi, Ximbo Renda, Gurupi-una y Água Preta .

## La sordera entre los Urubú-Kaapor
En esta tribu nace un  niño sordo por cada 75 habitantes (Kakamasu, 1968). Dada la población de los Urubú-Kaapor, eso supone que existe una población Sorda entre ellos de unas 11 personas, el 1,35% del total. Esto significa cerca de 13 sordos por cada 1000 nacimientos. Para hacerse una idea del alto índice que esto representa, téngase en cuenta que las estadísticas mundiales se ubican en un 0,02% de todos los niños nacidos (1 niño sordo por cada 1000 nacimientos).
En cada una de las aldeas Urubú-Kaapor hay al menos una persona Sorda. La presencia de Sordos ha llevado a que se desarrolle entre ellos una lengua de señas que es de uso exclusivo del grupo. Esta lengua es dominada tanto por sordos como por oyentes. No parece haber limitación entre el uso de una lengua u otra. Todos los Urubú-Kaapor oyentes son bilingües.
Lo notorio, en este caso, es que para este pueblo la sordera no es considerada una enfermedad, sino más bien una característica física con una dimensión cultural: la persona sorda no es bilingüe (lengua de señas-lengua oral), como el resto del pueblo, sino monolingüe (lengua de señas). De allí que, para que la persona nacida sorda se pueda incorporar plenamente a las actividades de la población, los oyentes aprenden la lengua de señas.

## Estudios sobre esta lengua de señas
Los primeros reportes sobre esta lengua se deben a Jim Kakamasu, un lingüista estadounidense que la estudió a finales de la década de 1960. En ella se observan las mismas características observadas en otras lenguas de poblaciones Sordas. Pero hay especificidades muy interesantes en esta:
Una de ellas es el uso de una seña manual (no reporta la presencia de rasgos no manuales, lo que es típico de otras lenguas descritas) para marcar la modalidad interrogativa de las oraciones. Esa seña (un giro de la mano con el índice extendido) precede o sucede a las oraciones así marcadas;
Otra es la preferencia  por el orden OSV (Objeto-Sujeto-Verbo). Hasta donde se sabe, en todas las demás lenguas de señas descritas hasta ahora el orden preferido coloca siempre el sujeto antes del objeto, al menos en oraciones transitivas típicas. 
La Lengua de Señas Urubú-Kaapor fue estudiada también por la lingüista brasileña Lucinda Ferreira-Brito (1983), quien comparó el uso del espacio para expresar tiempo que hacen la lengua de señas de los Urubú-Kaapor y la brasileña. En su análisis destaca el hecho de que los primeros ubican el tiempo pasado en la parte anterior del cuerpo (hacia adelante) y el futuro en la parte posterior (hacia atrás). En la lengua de señas brasileña el uso de esas convenciones es justamente lo contrario, al igual que ocurre con el resto de lenguas de señas del mundo occidental. Esta observación (que ya había sido hecha por Kakamasu) ejemplifica la diferencia existente entre la gestualidad de un pueblo y otro debido a sus culturas. Para el mundo occidental, marcado por la filosofía greco-latina, el tiempo es un devenir, un camino que andamos: vamos dejando el pasado a nuestras espaldas, y avanzamos hacia el futuro, que nos queda al frente. Para muchos pueblos asiáticos, por el contrario, lo conocido nos es claro, podemos describirlo, y eso es como las cosas que tenemos al frente de nosotros, y podemos mirar. Así, es comprensible que el pasado se ubique metafóricamente al frente del cuerpo. El futuro, en cambio, permanece obscuro, no lo podemos ver con claridad, al igual que pasa con las cosas que se ubican a nuestra espalda. Es lógico, según eso, ubicar el futuro hacia atrás del cuerpo.